# Taxe annuelle pour la licence radioamateur
Lire en ligne

Lire sur Légifrance

La taxe annuelle pour la licence radioamateur était une taxe affectée française due par les radioamateurs supprimée en 2019.

## Historique
La taxe annuelle de la licence radioamateur existe depuis au moins 1950. Elle était d'un montant de 20 francs.
La loi de finances pour 1987 comporte plusieurs taxes et redevances, dont la taxe annuelle pour la licence radioamateur instituée par le B du IV de l'article 45. La taxe est fixée à 110 francs lorsque la puissance fournie à l'antenne est inférieure ou égale à un watt par station d'émission et à 210 francs lorsque la puissance est supérieure à un watt.
Le montant forfaitaire de la taxe n'est changé qu'une seule fois en trente ans. L'article 40 de la loi de finances rectificative pour 1991 revoit à la hausse le montant de la taxe en le fixant à 300 francs. Le ministère du Budget déclare en 1992 qu'il s'agit d'un simple rattrapage par rapport à l'évolution des prix et souligne que la taxe permet de « prendre conscience aux utilisateurs du spectre radioélectrique des enjeux économiques attachés à l'utilisation de cette ressource rare ». L'association Réseau des émetteurs français (REF) s'est indignée, craignant un risque d'asphyxier le mouvement radioamateur français.
Lors de la consultation publique sur les installations radioélectriques d'amateurs de 2018, REF se déclare en faveur de la suppression de la taxe.
Durant l'examen de la loi de finances 2019, le sénateur Albéric de Montgolfier dépose un amendement au nom de la commission des finances pour supprimer cette taxe. Il souligne que le rapport du Conseil des prélèvements obligatoires (CPO) sur les taxes affectées pointe le coût de collecte très élevé, qui représenterait 409,6 % des montants recouvrés par l’agence nationale des fréquences. La loi de finances n° 2018-1317 publiée au Journal Officiel du 30 décembre 2018 abroge cette taxe,.

## Caractéristiques

### Redevables
La taxe était due par environ 13 500 radioamateurs en France au moment de sa suppression.

## Bénéficiaire
Le produit de la taxe était affecté à l'agence nationale des fréquences (ANFR) mais la taxe était recouvrée par la Direction des créances spéciales du Trésor.

### Produit
Le produit de la taxe s'élevait à 600 000 euros par an au moment de sa suppression.